# Pont international de l'Amitié

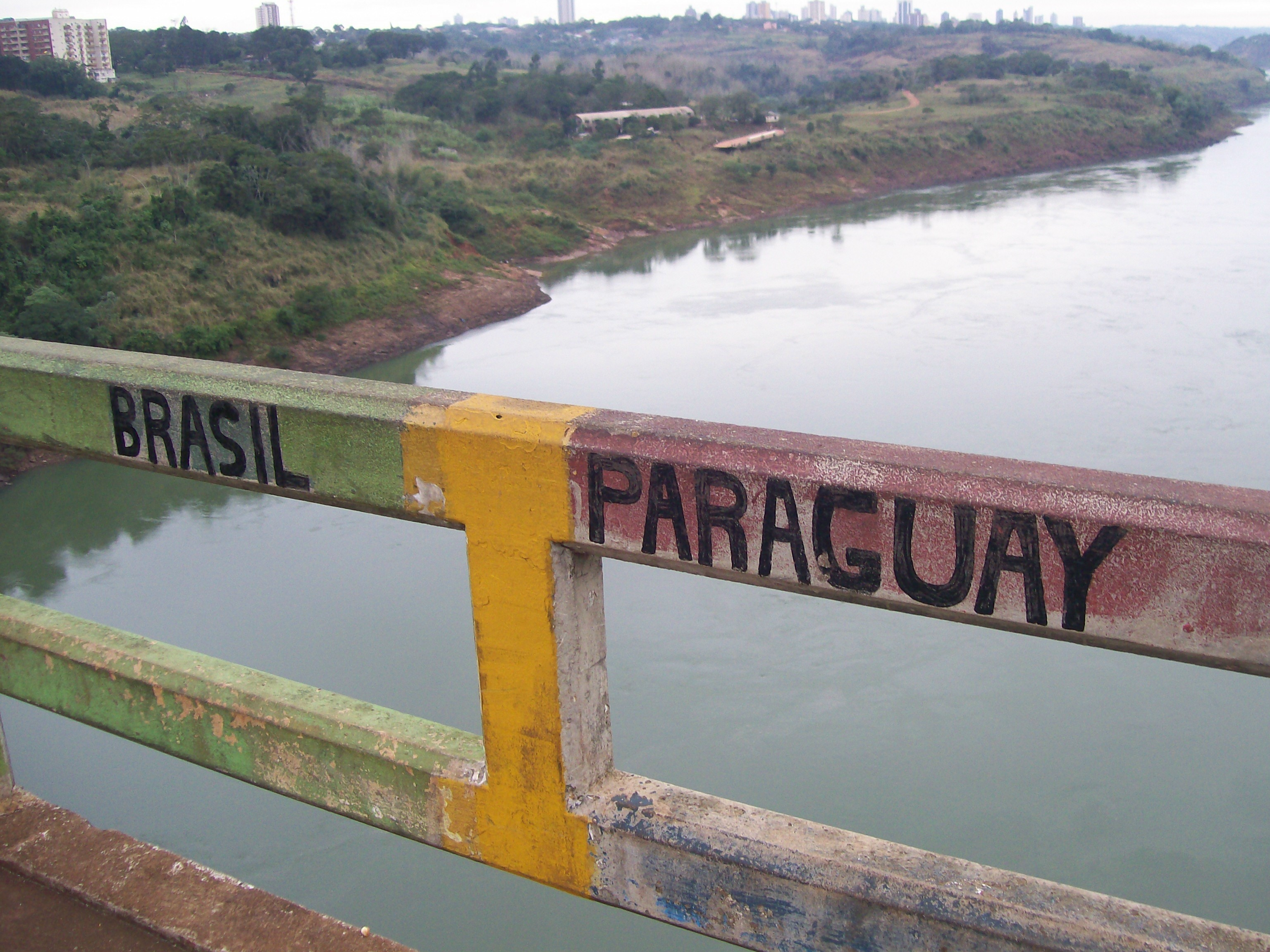
Message écrit à la frontière, sur le pont international de l'Amitié.

Le pont international de l'Amitié est un ouvrage d'art à la frontière entre le Brésil et le Paraguay. Il relie la ville de Foz do Iguaçu, dans l'État brésilien du Paraná, à la ville 	paraguayenne de Ciudad del Este, en traversant le rio Paraná. 
Le pont a été ouvert au trafic en 1965. L'écartement de l'arche principale est de 290 m, alors que le pont mesure au total 552,4 m.
Il est extrêmement important pour les économies des deux pays reliés. Une part importante des exportations et des importations du Paraguay y transite, ce qui occasionne des problèmes de trafic routier dans la région. Il sert également aux contrebandiers avec du matériel électronique comme des ordinateurs ou même des armes, depuis que leur vente est autorisée au Paraguay et interdite au Brésil.

## Lien
(fr) Fiche sur le site Structurae